# مصائب عیسی (موسیقی)

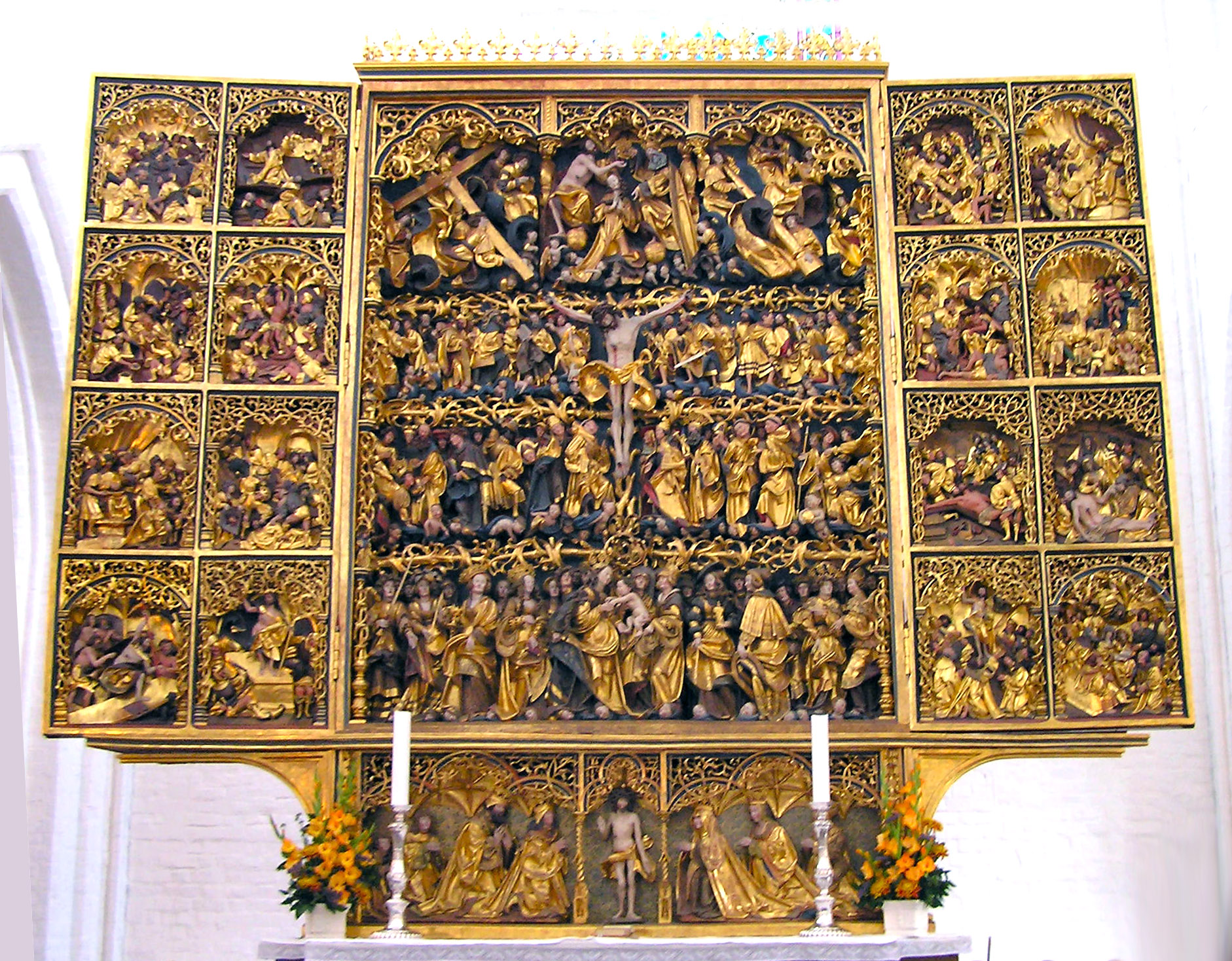
شرح مصائب عیسی مسیح، کنده‌کاری‌شده روی چوب که در کلیسای جامع سنت کانوت نگهداری می‌شود.

در موسیقی مسیحی، مصائب عیسی (انگلیسی: Passion) به نوعی موسیقی گفته می‌شود که شرح و توصیفی است از مصائب عیسی. به‌لحاظ نیایش‌شناسی، بیشتر این شرح مصائب به منظور اجرا و ارائه در کلیساها در هفته مقدس نوشته و ساخته شدند.
این نوع موسیقی از ساده‌خوانی‌های قرون وسطایی متون انجیل مربوط به مصائب مسیح پدیدار شد که از سده ۴ میلادی شروع شده بودند، و بعداً تنظیم‌های موسیقی چندصدایی به آن اضافه شد. نمایش مصائب، سنت دیگری که در قرون وسطی پدید آمد، ممکن است با انواع دیگری از موسیقی چون سرودهای مذهبی ارائه شود که به عنوان یک ژانر در موسیقی به شرح مصائب عیسی کمک می‌کند.
در حالی که موسیقی مصائب عیسی در کشورهای کاتولیک می‌باید با عبادت‌های دیگری مانند ایستگاه‌های صلیب، آدینه نیک و ایام تیره رقابت می‌کرد، در محافل پروتستان آلمان، انجیل به نقطه کانونی مراسم دو هفتهٔ پایانی چلّهٔ روزه در کلیسا تبدیل شد و کانتات‌هایی دربارهٔ مصیبت‌های عیسی (و بعدها اوراتوریوهایی در این باب) در یکشنبه مصائب (یکشنبه دوم پیش از عید رستاخیز مسیح)، یکشنبه نخل و آدینه نیک اجرا شد. شناخته شده‌ترین نمونه‌های آن، روایت مصائب عیسی مسیح اثر یوهان سباستیان باخ، مربوط به نیمه اول قرن هجدهم است.
تنظیم‌های موسیقی بعدی مصائب مسیح، مانند اپرای راک عیسی مسیح سوپراستار، یا پاسیوی آروو پرت، تا حدودی به این سنت‌های قدیمی مسیحی اشاره دارد.